# Maling, Gansu
Maling är en köping i nordvästra Kina. Den ligger i Qingcheng härad i Qingyang i provinsen Gansu, omkring 350 kilometer öster om provinshuvudstaden Lanzhou. Antalet invånare är 20 112. Befolkningen består av 9 962 kvinnor och 10 150 män. Barn under 15 år utgör 17,0 %, vuxna 15-64 år 74 %, och äldre över 65 år 7,0 %.